# Evžen Rošický
Evžen Rošický (15. října 1914 Olomouc – 25. června 1942 Praha) byl český atlet a novinář, popravený během heydrichiády.

## Život
Otec Evžena Rošického byl důstojník, od roku 1916 učil na vojenské kadetce v Praze. Po roce 1918 z armády odešel a věnoval se obchodování.  Matka, sestra významného levicového politika a diplomata Zdeňka Fierlingera, pocházela z Olomouce, kde se Evžen v roce 1914 narodil.
Po gymnáziu šel studovat práva na Karlovu univerzitu v Praze, ale už od dětství chtěl být novinářem. Byl také zaníceným sportovcem, velmi dobře a rád běhal na středních tratích. V roce 1930 se stal členem lehkoatletického oddílu Slavie Praha. Mezi dorostenci a od roku 1933 jako muž se zařadil mezi nejlepší běžce v Československu. Rád cestoval, ve čtrnácti byl poprvé v Rakousku a Švýcarsku, jako vysokoškolák projel autostopem o prázdninách Francii. 
V roce 1933 se na zájezdu do Žiliny seznámil se studentkou medicíny Melánií, která s ním sdílela levicové názory. Jejich vztah pokračoval v Praze, kam přijela Melanie dokončit studia.  V roce 1935 Rošický podal přihlášku do KSČ a stal se novinářem. Do Rudého práva a Haló novin přispíval sportovními články, psal také fejetony a povídky do Národní práce.
Během 2. světové války se snažil zapojit do protifašistického odboje. Po obsazení Československa nacisty na jaře roku 1939 pomáhal v Beskydech organizovat přechody lidí do Polska, později v Praze připravoval vydávání ilegálního časopisu a letáků.  Spolu s otcem Jaroslavem Rošickým spolupracoval s ilegální skupinou Kapitán Nemo (viz pomníček ve tvaru štítu na rohu Svatoslavovy ulice pod kostelem sv. Václava v Nuslích). Dne 18. června 1942 byli oba zatčeni, údajně za schvalování atentátu na říšského protektora Heydricha. Dne 25. června pak byli v Praze na Kobyliské střelnici popraveni.
Tělo bylo uloženo do rodinné hrobky na olomouckém Ústředním hřbitově v Neředíně. Spolu s Rošickým je zde pohřben také poválečný premiér československé vlády Zdeněk Fierlinger.
V roce 1946 byl v Dělnickém nakladatelství v Praze vydán knižně soubor Rošického povídek s názvem Víry. 

## Sportovní úspěchy
V letech 1931 až 1941 závodil za ASK Slavia Praha, reprezentoval též na LOH 1936 v Berlíně. Prvního velkého úspěchu dosáhl v roce 1933. Na Letné se utkal s evropskou elitou běžců na 800 metrů a skončil druhý za Norem Carrsenem. 
Stal se mistrem Československa v běhu na 800 metrů (1933, 1934, 1935, 1936, 1937), běhu na 400 metrů překážek (1937, 1939), byl též členem mistrovských štafet v běhu na 4 × 100 m (1936) a 4 × 400 m (1933, 1934, 1937, 1939, 1940). Rošického časy na 800 m a 400 m překážek byly ve své době československými rekordy. Jeho nejlepší osobní výkony představovaly na trati 800 m čas 1:54,6 z roku 1935 a na trati 400 m překážek čas 56,9 z roku 1939.

## Uctění památky

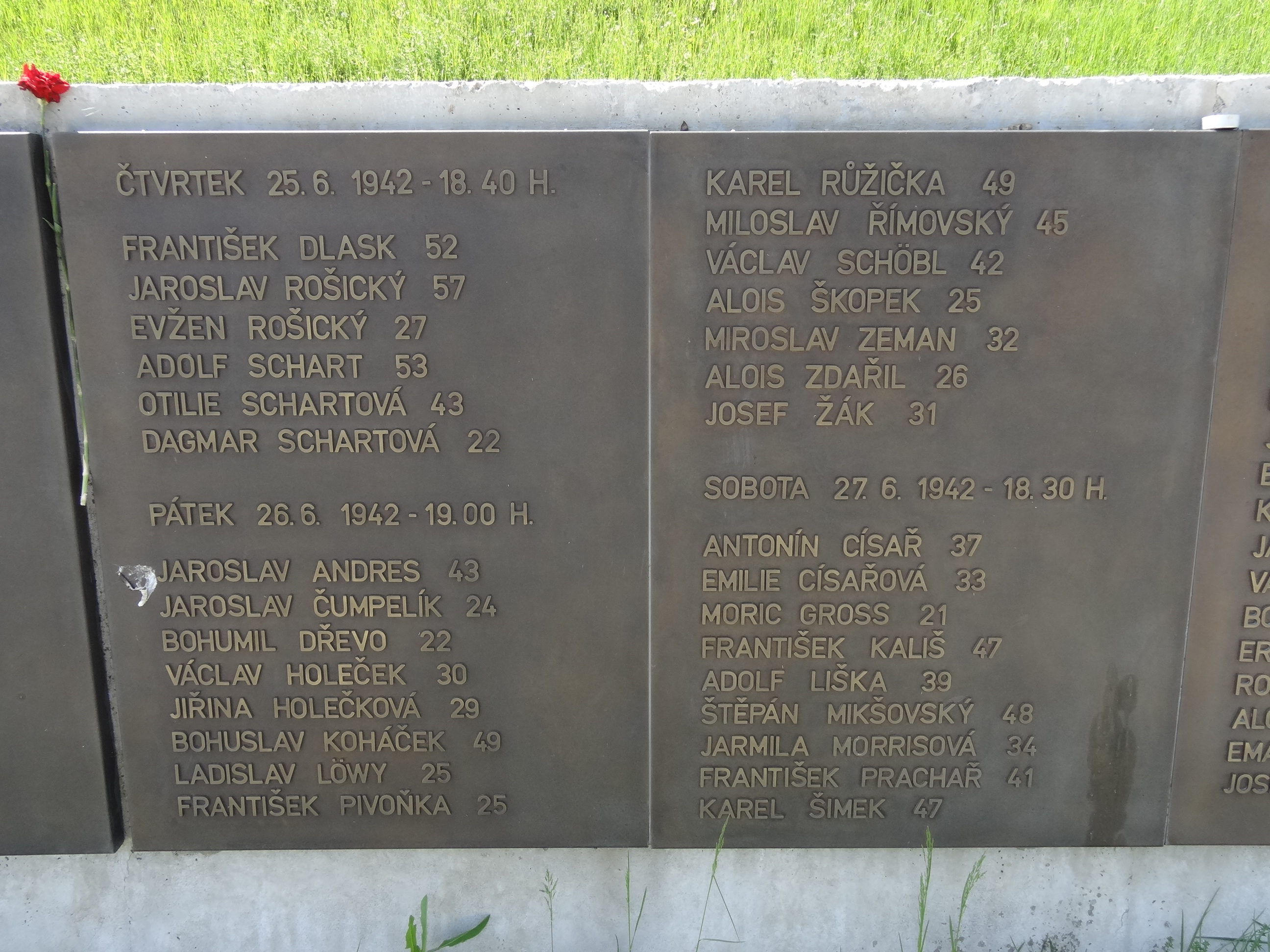
Rošický na desce se jmény popravených na Kobyliské střelnici

Po Evženovi Rošickém je pojmenován jeden ze stadionů na Strahově, který kromě atletiky slouží i k fotbalovým zápasům - v letech 2000 až 2008 byl domácím hřištěm Slavie Praha. V letech 1947 až 1989 nesly Rošického jméno také mezinárodní atletické závody, pořádané v Praze. Pod stejným jménem lze najít také jednu ulici v Ostravě, Havířově a Českých Budějovicích, základní sportovní školu v Jihlavě a vysokoškolskou kolej v Olomouci.